# Lepistemonopsis
Lepistemonopsis es un género de plantas con flores con una sola especie; pertenece a la familia de las convolvuláceas. 

## Especies seleccionadas
- Lepistemonopsis volkensii Dammer.